# Ctenucha albipars
Ctenucha albipars är en fjärilsart som beskrevs av George Francis Hampson 1901. Ctenucha albipars ingår i släktet Ctenucha och familjen björnspinnare. Inga underarter finns listade i Catalogue of Life.